# Босеан

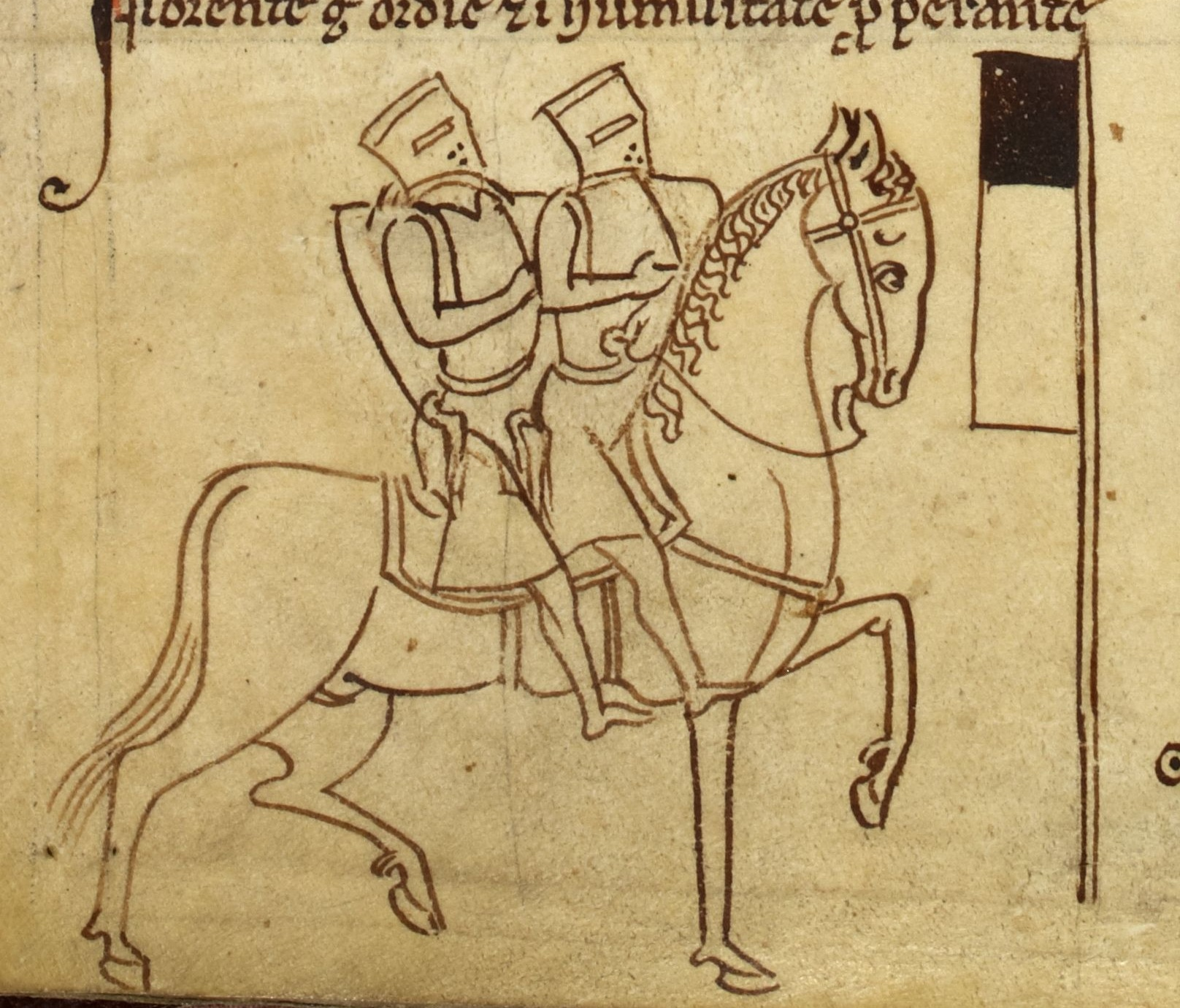
Эмблема тамплиеров; два рыцаря на одном коне. В «Хронике» Матфея Парижского (ок. 1250—1259) изображена наряду с флагом Beauséant

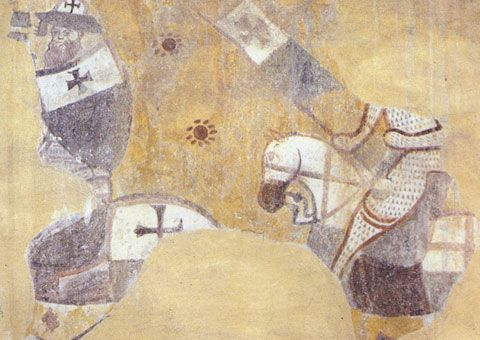
Фрагмент фрески в Сан-Bevignate (около 1290 года); изображен гонфалон с красным лапчатым крестом.

Босеа́н (Босэа́н; Baucent; также bauceant, baussant и т. д.) — боевой флаг (vexillum belli) тамплиеров в XII и XIII веках

## Описание
В источниках XIII века изображался как белый гонфалон с чёрным полем.
Французский хронист XIII века Жак де Витри в 1220 году упоминает  gonfalon baucent и объясняет, что чёрный и белый цвета символизируют непримиримость к врагам и доброжелательность к друзьям. Позднее, в XIII веке, на знамени иногда изображался красный лапчатый крест. Такой крест виден на фреске конца XIII века в церкви тамплиеров в San Bevignate, Перуджа, (на илл.)

## Этимология
Название baucent (также возможно написание bausent, bauceant, baussant, beausseant, beauséant и т. д.) происходит от старофранцузского названия пегой лошади.
Позднее название флага было приближено к французскому bien-séant — «нарядный, приличный». Название флага использовалось также как боевой клич тамплиеров: Beauséant alla riscossa («Beauséant на помощь»).

## Применение
Согласно уставу ордена, каждый отряд рыцарей (eschielle) имел свое знамя. В бою знаменосец был обязан избегать прямого контакта с противником; кроме того, на охрану знамени выделялось от пяти до десяти рыцарей. Если рыцарь оказывался отделён от своего знамени, он был обязан попытаться достичь ближайшего христианского знамени на поле боя. Братьям-рыцарям запрещалось под страхом изгнания из Ордена покидать поле боя, пока там развевался хотя бы один Beauséant.
Если все знамёна были потеряны, братья-рыцари должны были собираться к знамени госпитальеров или любому другому христианскому знамени. Думать о спасении собственной жизни дозволялось только в том случае, если на поле боя не оставалось ни одного христианского знамени

## Любопытные факты
Согласно средневековой легенде, Александр Македонский имел похожее знамя, обладавшее чудодейственной силой.